# Primera Guerra Civil liberiana
La Primera Guerra Civil liberiana va ser un conflicte lliurat a Libèria de 1989 a 1996. Els diversos grups armats que van col·laborar per derrocar la dictadura de Samuel Kanyon Doe van acabar per enfrontar-se durant el posterior buit de poder, la guerra va tenir terribles conseqüències humanes, socials i econòmiques, arribant a afectar els seus veïns, especialment pel suport del Front Patriòtic Nacional de Libèria (NPFL) al Front Revolucionari Unit de Sierra Leone.

## Origen del conflicte
Samuel Doe, el llavors president de Libèria, havia assumit el poder després d'una revolta popular el 1980, però l'oposició a l'estranger al seu règim dictatorial va conduir al col·lapse econòmic del país. Al principi, Doe va aixafar l'oposició que encara romania a Libèria, però després que la seva tribu Krahn comencés a atacar altres tribus (en particular al comtat de Nimba) el conflicte civil va semblar inevitable.
Charles Taylor, que havia abandonat el govern de Doe, va reunir un grup de rebels a Costa d'Ivori. Més tard es va fer conegut com a dirigent del Front Patriòtic Nacional de Libèria (NPFL). Van envair el Comtat de Nimba el 24 de desembre de 1989. L'Exèrcit liberià va respondre contra la població sencera de la regió, atacant civils desarmats i cremant pobles sencers. Molts van fugir com a refugiats a Guinea i Costa d'Ivori, però l'oposició a Doe va créixer encara més. Prince Johnson tenia del seu costat a Taylor en la invasió, però aviat es va dividir per formar la seva pròpia força guerrillera, basada en la tribu Gio.

## Descripció
En començar la dècada de 1990, la guerra civil ja era un fet. El NPFL de Taylor aviat va controlar gran part de la geografia liberiana, mentre Johnson preparava un atac a Monròvia. L'ECOWAS va intentar persuadir Doe perquè renunciés al poder i permetés que els exiliats tornessin, però malgrat la seva posició feble (assetjat a casa seva), s'hi va negar. Fent un breu viatge a l'oficina central d'ECOMOG, Doe va ser capturat per les forces rebels de Johnson el 9 de setembre de 1990, i torturat abans de ser assassinat. L'horrible espectacle va ser gravat en vídeo i vist a les notícies de tot el món.
La pau encara estava distant quan tant Taylor com Johnson reclamaven el poder. L'ECOMOG va declarar un Govern Interí d'Unitat Nacional (IGNU), amb Amos Sawyer com a president, amb l'ampli suport de Johnson. Taylor va atacar Monròvia el 1992, però l'ECOMOG va reforçar la ciutat i va negociar l'Acord de Cotonou, un tractat entre el NPFL, l'IGNU i els partidaris restants de Doe (conegut com el Moviment d'Alliberament Unit de Libèria per a la Democràcia o ULIMO). Un govern de coalició va ser format a l'agost de 1993.
Al setembre de 1994, l'Acord Akosombo va intentar substituir la coalició per moviments cap a un govern democràtic, però IGNU va rebutjar aquest. L'Acord d'Abuja d'agost de 1995 finalment va aconseguir això, però a l'abril de 1996 el NPFL i ULIMO una altra vegada van començar a lluitar a Monròvia, conduint a l'evacuació de NGOs més internacional i la destrucció de la major part de la ciutat.

## Conseqüències
Les batalles van ser acabades per una esmena a l'Acord d'Abuja a l'agost, estant d'acord amb el desarmament i la desmobilització cap a l'any 1997 de 60.000 combatents i en convocar eleccions al juliol d'aquell any. Charles Taylor va formar el Partit Patriòtic Nacional que va guanyar una majoria gran i va deixar el país bastant pacífic, que els refugiats van començar a retornar. Però altres líders van ser obligats a deixar el país, i algunes forces de l'ULIMO reformades com els Liberians Units per a la Reconciliació i la Democràcia (LURD). El LURD va començar a lluitar en el Comtat de Lofa amb l'objectiu de desestabilitzar el govern i guanyar el control dels camps de diamant locals, conduint a la Segona Guerra Civil Liberiana. Els anys d'enfrontaments, connectats amb la fugida de la major part dels negocis, havien interromput l'activitat econòmica formal. El malestar implícit manifestat a finals dels anys 1990 és emblemàtic en la decadència econòmica nacional aguda i la venda freqüent de diamants i fusta a canvi d'armes portàtils.